# Forat de l'Embut (els Masos de Baiarri)
El Forat de l'Embut és una cavitat del terme de Conca de Dalt, al Pallars Jussà, dins de l'antic terme de Claverol, a l'enclavament dels Masos de Baiarri.
Està situada a la part nord-oriental de l'enclavament, a l'extrem sud-est de la Roqueta, al nord de l'Obaga Fosca. Just a llevant seu hi ha la Font de la Roqueta i a ponent, la Font de Barrera. És al nord-est, i força lluny, del nucli dels Masos de Baiarri, al nord-est del Serrat Pelat.